# Herscheid (Sellerich)
Herscheid ist ein Ortsteil der Ortsgemeinde Sellerich im Eifelkreis Bitburg-Prüm in Rheinland-Pfalz.

## Geographische Lage
Herscheid liegt im Tal des Mönbachs, der am östlichen Rand der Ortslage vorbeifließt. Durch den Ort verläuft die Kreisstraße 110. Der einzige Nachbarort ist im Norden Sellerich.

## Geschichte
Erstmals urkundlich erwähnt wurde Herscheid im Jahr 1341 als Herderscheidt. Um das Jahr 1840 bestand der Ort aus 15 Anwesen. Seitdem ist Herscheid kaum gewachsen.

## Kultur und Sehenswürdigkeiten

### Bauwerke
Auf dem Gemeindegebiet Herscheids befinden sich sechs Wegekreuze. Diese zählen zum Kulturgut der Region Trier.

### Naherholung
Herscheid ist vor allem auch als Ort für Urlauber bekannt. Es existieren zwei Ferienhöfe, eine Ferienwohnung und ein Bauernmarktbetrieb.